# لیگ برتر فوتبال زنان ایران ۹۳–۱۳۹۲
لیگ برتر فوتبال بانوان ایران ۹۳–۱۳۹۲ ششمین دوره رقابتهای لیگ برتر فوتبال زنان ایران و بالاترین سطح مسابقات باشگاهی فوتبال زنان در ایران می‌باشد. طبق روال گذشته در این دوره نیز ۱۲ تیم حضور داشتند. این مسابقات در تاریخ ۱۴ شهریور ۱۳۹۲ آغاز شد و در ۱۸ اسفند ۱۳۹۲ با قهرمانی تیم شهرداری بم به پایان رسید.

## تیم‌های حاضر در این فصل
| باشگاه                | شهر       | ورزشگاه | گنجایش |
| --------------------- | --------- | ------- | ------ |
| شهرداری بم            | بم        |         |        |
| ملوان                 | بندرانزلی |         |        |
| آینده سازان میهن      | نجف آباد  |         |        |
| پالایش گاز ایلام      | ایلام     |         |        |
| سیستان و بلوچستان     | زاهدان    |         |        |
| دلوار کشتی جنوب       | بوشهر     |         |        |
| استقلال تهران         | تهران     |         |        |
| شهرداری همیاری ارومیه | ارومیه    |         |        |
| پاس همدان             | همدان     |         |        |
| نگار دژ               | شیراز     |         |        |
| وحدت ایثار            | گرگان     |         |        |
| فولاد نورد سیرجان     | سیرجان    |         |        |

## نتایج
طی ۲۲ هفته رقابت  و ۱۲۱ بازی انجام شده  تیم شهرداری بم با ۶۱ امتیاز، ملوان بندر انزلی ۴۷ و آینده سازان میهن با ۴۶ امتیاز عنوان های اول تا سوم را به دست آوردند.تیم دلوار کشتی جنوب بوشهر با ۴۶ امتیاز و گل آوراژ کمتر چهارم است.
گفتنی است،۵۰۱ گل از خطوط دروازه ها عبور کرد. بهترین خط حمله مربوط به تیم شهرداری بم  با ۱۰۰ گل زده، بهترین خط دفاع مربوط به تیم شهرداری بم با ۹ گل خورده است.
سارا قمی با ۳۵ گل زده عنوان خانم گل مسابقات را خود اختصاص داد.
لازم به ذکر است، تیم سیستان و بلوچستان با توجه به رای کمیته انضباطی در پایان دور رفت از جدول مسابقات حذف  و به لیگ دسته اول سقوط کرد. همچنین  تیم نگار دژ شیراز نیز با توجه به رده بندی در جدول امتیاز  نیز به لیگ دسته اول فصل ۹۲-۹۳ سقوط کرد..

| رتبه | تیم              | امتیاز |
| ---- | ---------------- | ------ |
| ۱    | شهرداری بم       | ۶۱     |
| ۲    | ملوان            | ۴۷     |
| ۳    | آینده سازان میهن | ۴۶     |
| ۴    | دلوار کشتی جنوب  | ۴۶     |

## قهرمان
| قهرمان لیگ برتر کوثر ۹۳–۱۳۹۲ |
| ---------------------------- |
| شهرداری بم                   |
| سومین عنوان                  |